# Podacanthus viridiroseus
Podacanthus viridiroseus är en insektsart som beskrevs av Gray, G.R. 1835. Podacanthus viridiroseus ingår i släktet Podacanthus och familjen Phasmatidae. Inga underarter finns listade i Catalogue of Life.